# هنرید
هنرید (به انگلیسی: Henryd) یک منطقهٔ مسکونی در بریتانیا است که در شهرستان مستقل کانوی واقع شده‌است. هنرید ۷۱۵ نفر جمعیت دارد.